# Gonzalo Fernández de Heredia
Gonzalo Fernández de Heredia y de Bardají (Mora de Rubielos, 1450 - Valls, 21 de noviembre de 1511) fue un religioso aragonés que fue obispo electo de Segorbe-Albarracín, Obispo de Barcelona (1478 - 1490); Arzobispo de Tarragona (1490 - 1511) y Presidente de la Generalidad de Cataluña (1504 - 1506).

## Biografía

### Trayectoria
Había sido obispo electo de Segorbe-Albarracín y nombrado obispo de Barcelona el 8 de junio de 1479.  
Estuvo en Roma en calidad de embajador del rey Fernando el Católico, y fue en este periodo cuando Inocencio VIII lo nombró arzobispo de Tarragona, el 13 de junio de 1490.  
Con motivo de la elección de Alejandro VI, fue nombrado capitán de la guardia de palacio y, posteriormente, gobernador de la ciudad romana. Por intercesión de los Reyes Católicos, abandonó la Curia Pontificia en 1494 para ir a residir a Nápoles como consejero de la reina Juana de Aragón, viuda del rey Ferrante. El 21 de junio de 1500 volvió para hacerse cargo de su Iglesia, si bien vivió en el monasterio de Escornalbou, La Selva del Campo y Valls. 

#### Presidente de la Generalidad
El 11 de marzo de 1504, por la muerte repentina de Ferrer Nicolau, fue nombrado presidente de la Generalidad, cargo que ocupó el resto del trienio hasta el 1506.

### Fallecimiento
Murió el 1511.